# Aichi H9A

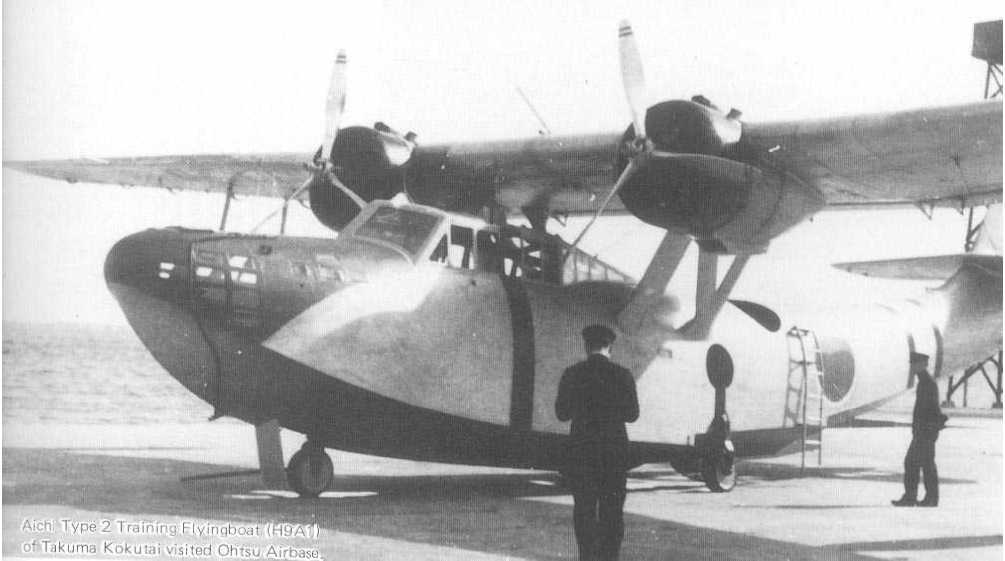
Aichi H9A

De Aichi H9A (Japans: 二式練習飛行艇, "Marine Type 2 Training Vliegboot") was een Japans vliegboot-bommenwerper in de Pacificoorlog tijdens de Tweede Wereldoorlog ontworpen en geproduceerd door Aichi. Ze stond ten dienste bij de Japanse Keizerlijke Marineluchtmacht. Ze werkten samen in de strijd tegen de geallieerden, met de grotere Kawanishi H6K en H8K-vliegboten.
In tegenstelling tot de meeste van haar strijdmakkers, kon ze zowel op het water als op landingsbanen landen. De grote H8K kon alleen maar op zee landen, de H6K kon zowel in zee als op het land landen, net als haar geallieerde tegenhanger, de Consolidated PBY Catalina-vliegboot.

## Ontwerp
De Aichifabrieken hadden kennis en goede reputatie verworven bij de Japanse keizerlijke marine, met hun series van menige motorvliegboten voor de oorlog. Deze machines waren van een algemene bestaande versie ontworpen, van vliegtuigen met duw-propellers, niettegenstaande werd er van koers veranderd, voor betere eigenschappen en een verbeterbare vooruitgang van model tot model. De eerste rol van dit type vliegtuig was observatie van vijandelijke schepen, waarbij ze konden worden gelanceerd vanaf Japanse kruisers en slagschepen. Zodoende ondersteunden zij de Japanse vloot en oppervlakte-nacht-acties. De eerste beperkte serieversies van deze Aichi E10A-1 "Hank" en E11A-1 "Laura" vertoonden sommige gebreken in het begin van de Tweede Wereldoorlog, waarna ze meer en meer in onbruik kwamen, omdat snellere vliegtuigen van de tweede serieversie konden ingezet worden in de oorlog.
In 1940 werkten een team, onder leiding van ingenieur Morishige Mori, aan een nieuw ontwerp van een vliegboot, de "Aichi H9A".
Het voorstel van dit vliegtuigmodel was ongewoon, misschien uniek: ze was speciaal getekend en ontworpen tot een trainingsvliegtuig, in voorbereiding tot het vliegen van de veel grotere vliegboot, de H8K "Emily".
De Aichi H9A was een van de weinige, en mogelijk de enige vliegboot, die ontworpen werd voor de uitvoering als een oefen- en trainingsvliegtuig. Hiermee werd er geoefend met het opstijgen en landen op een landingsbaan en op het water. De eerste van de drie prototypes, formeerden haar herkenbare vlucht in september 1940. Proefnemingen toonden een aantal problemen aan tijdens deze vluchten, waarna de vereiste correcties en aanpassingen werden doorgevoerd. Na de kinderziektes weggewerkt te hebben, kwam het uiteindelijk tot goede en hoogst bevredigende resultaten, en werd ze voorgedragen voor de productie.
De Aichi H9A was een keurige, zuivere machine, soms ietwat lijkend van lijn op de Kawanishi H6K "Mavis", met een bootromp en een overspannen vleugel. Daaronder hingen aan beide vleugels drijfvlotters. Haar motoren waren twee Nakajima Kotobuki 41 stermotoren van 529 kW (710 HP) elk. Het vliegtuig had een tweevoudige controlepaneel, een voor de vluchtinstructeur en een voor de trainingspiloot, alsook de begeleidende vluchtingenieur, radio-operator, observeerder, en drie leerlingen, konden de instrumenten meevolgen.
Het vliegtuig had een ingebouwde, een half intrekbare tandwieloverbrenging, maar niet voor landingen op de landingsbaan of startbaan.
Ze waren bewapend met beweegbare Type 92 7.7-mm mitrailleurs in de neus en achter aan het vliegtuig. De Aichi H9A kon twee 250 kg (550 pound) dieptebommen onder elke vleugel vervoeren. De wapens werden voor het eerst beproefd tijdens gewapende trainingen op doelen.

## Ontwikkeling
Na de drie prototypes H9A Aichi's, bouwden ze vervolgens 24 H9A1 vliegtuigen, en samen met Nippon Hikoki nog eens vier andere, voor een totaal van 31 vliegboten. De Aichi H9A's werden ingezet vanaf het begin van de Pacific-oorlog tot het einde van de oorlog tegen geallieerde onderzeebootpatrouilles en vrachtverkeer. De geallieerden deden geen moeite dit toestel een code- of bijnaam te geven, sinds zij het type pas als apart toestel herkenden toen de bezetting van Japan bijna een feit was.

## Aichi H9A Vliegboot

### Eigenschappen
- Bemanning: tot 8 man
- Vleugelwijdte: 24,0 m
- Vleugelomtrek: 63,30 m²
- Lengte: 16,95 m
- Hoogte: 5,25 m
- Leeggewicht: 4900 kg
- Volgewicht: 7500 kg
- Motoren: 2 × Nakajima Kotobuki 41 stermotoren, 780 kW (580 pk) elk

### Prestaties
- Max. snelheid: 315 km/u
- Kruissnelheid: 220 km/u
- Hoogtebereik: 6780 m
- Reikwijdte: 2150 km
- Stijgsnelheid: 4,5 m/s